# Бакарно језеро
Бакарно или Медноје језеро (рус. Хепоярви; фин. Hepojärvi) вештачко је језеро на северозападу европског дела Руске Федерације. Налази се на територији Всеволошког рејона, на северозападу Лењинградске области. Географски се налази на Лемболовском побрђу, моренском брежуљкастом подручју у централном делу Карелијске превлаке. Настало је преграђивањем корита Црне реке у последњој четвртини XVIII века са циљем да се обезбеде довољне количине воде за оближњу топионицу бакра (отуда и назив). Укупна површина акумулације је 139 хектара.
Како се у језеро уливају и знатније количине околне мочварне воде, концентрација органских материја у језеру је доста висока, а боја воде је изразито тамна. Већи део језера је доста плитак, а нешто већа дубина је једино у делу који прати корито Црне реке (у том делу и вода је нешто чистија и бистрија).